# Joan Abelanet
Joan Abelanet o Jean Abelanet / Abélanet (Ribesaltes 20 d'agost del 1925 - 21 març del 2019) va ser un arquèoleg, especialista en els megàlits dels Pirineus Orientals.

## Biografia
Es llicencià en lletres clàssiques. Després de molts anys dedicats a prospecció arqueològica (el 1948 ja estudià la cova de l'Aragó i als anys 1950-1955 el dolmen de Brangolí), es doctorà en prehistòria a la universitat de Tolosa el 1977 amb una tesi doctoral sobre les pintures rupestres del Rosselló. Va treballar per al Centre Nacional de la Recerca Científica de l'any 1968 al 1990, període en què estudià el famós Vallée des Merveilles al peu del mont Bégo, i fou conservador del Museu de Talteüll de l'any 1978 al 1990.
Es dedicà a l'estudi dels gravats megalítics i, d'entre els molts jaciments i monuments antics investigats per Abelanet a la Catalunya del Nord se'n poden destacar les excavacions a la cova de l'Aragó amb el descobriment de restes d'eines paleolítiques. Ha estat autor de diversos llibres, i d'un gran nombre d'articles especialitzats. Als anys 60 fou esmentat, i publicà diversos textos amb la indicació d'autoria Abbé Jean Abelanet, cosa que manifestaria un estat eclesiàstic; el tractament seguí apareixent en anys posteriors, però amb menys freqüència. 
Des de l'any, pel cap baix, 1994 i fins al present (2019), Jean Abelanet ha estat president d'honor de l'"Association Archéologique des Pyrénées-Orientales". El 2004 va ser distingit amb la medalla d'Oficial de les Arts i les Lletres, i el 2009 fou promogut al grau d'oficial de la mateixa orde.

## Obres
Selecció
- Claustres, G[eorges]; Abelanet, Jean «Le Peyrestortes gallo-romain. 1e fasc.». Études roussillonnaises, IV, núm. 1-2, 1954-55, pàg. 57-68.[Enllaç no actiu]
- Abelanet, Jean (abbé) «Permanence d'un art schématique dans les Pyrénées-Orientales». Annales publ. par la faculté des lettres de Toulouse. Travaux de l'institut d'art préhistorique, XI, fasc. 3, 1962.[Enllaç no actiu]
- «Une tombe néolithique: L'Arca de Calahons (Catllar, Pyrénées-Orientales)». Les civilisations néolithiques du Midi de la France. ATACINA, 5, 1970, pàg. 54-55.
- Abelanet, J.; Cura, M.; Padró, J. Sepulcros megalíticos de la Cerdanya y del Capcir.  Barcelona: Diputación Provincial de Barcelona. Instituto de Prehistoria y Arqueología, 1975 (Corpus de monumentos megalíticos, 8).
- Lumey, Henry de; Fonvielle, Marie-Elisabeth; Abelanet, Jean (directors). Livret-guide de l'excursion C1: Vallée des Merveilles.  Nice: Union Internationale des Sciences Préhistoriques et Protohistoriques, 1976.
- «Les roches gravées du Capcir et de La Cerdagne (Roussillon)». Cypsela: revista de prehistòria i protohistòria, núm.: 1, 1976, pàg. 79-82. ISSN: 0213-3431.
- Le Musée de Tautavel.  S.l.: Conflent, 1982.
- Signes sans paroles : cent siècles d'art rupestre en Europe occidentale.  París: Hachette littérature, 1986 (Col. La Mémoire du temps). ISBN 2010086953.[3]
- «Les roches gravées nord catalanes : Rosselló, Vallespir, Conflent, Cerdanya, Capcir, Fenolledès». Terra Nostra, Número monogràfic, 1989.
- Abélanet, Jean; Durand, Mireille; Perrenoud, Christian. 99 réponses sur la prehistore.  Montpellier: Centre régional de documentation pédagogique du Languedoc-Roussillon, 1991 (99 réponses sur, 1). ISBN 2-86626-001-5. 10a ed. 1993
- Abelanet, Joan. Aquells homes dels temps passats... : prehistòria del País Català.  Perpinyà: Trabucaire, 1992 (Història, 4). ISBN 2905828374.
  - Edició en francès:  Autrefois des hommes... : préhistoire du Pays Catalan.  Perpinyà: El Trabucaire, 1992. ISBN 2905828366.
- «Un singulière institution roussillonnaise : "l'abat de mal govern"». Etudes roussillonnaises, t. 13, 1994-1995, pàg. 125-134.[Enllaç no actiu]
- Guilaine, Jean (director); Martzluff, Michel (director); Abelanet, Jean (et al.). Les excavacions a la Balma de la Margineda (1979-1991).  Andorra: Ministeri d'afers socials i cultura, Govern d'Andorra, 1995. ISBN 99920-0-078-3.
- Lieux et légendes du Roussillon et des Pyrénées Catalanes.  Perpinyà: Trabucaire, 1999. ISBN 2912966116. 3a edició 2008
- Abelanet, Jean; Abelanet, Louis; Banet, Annie (et al.). La légende du Babau de Rivesaltes.  Rivesaltes: l'Agence, 2002. ISBN 2-84646-005-1.
- Itinéraires mégalithiques : dolmens et rites funéraires en Roussillon et Pyrénées nord-catalanes.  Canet: Trabucaire, 2011. ISBN 9782849741245.[Enllaç no actiu]

### Homenatge
- Martzluff, Michel (editor). Roches ornées, roches dressées aux sources des arts et des mythes. Les hommes et leur terre en Pyrénées de l'Est : actes du colloque en hommage à Jean Abélanet, Université de Perpignan, 24-26 mai 2004.  Perpinyà: Presses Universitaires de Perpignan - Association Archéologique des Pyrénées-Orientales, 2005. ISBN 2914518617.